# Kees de Kort

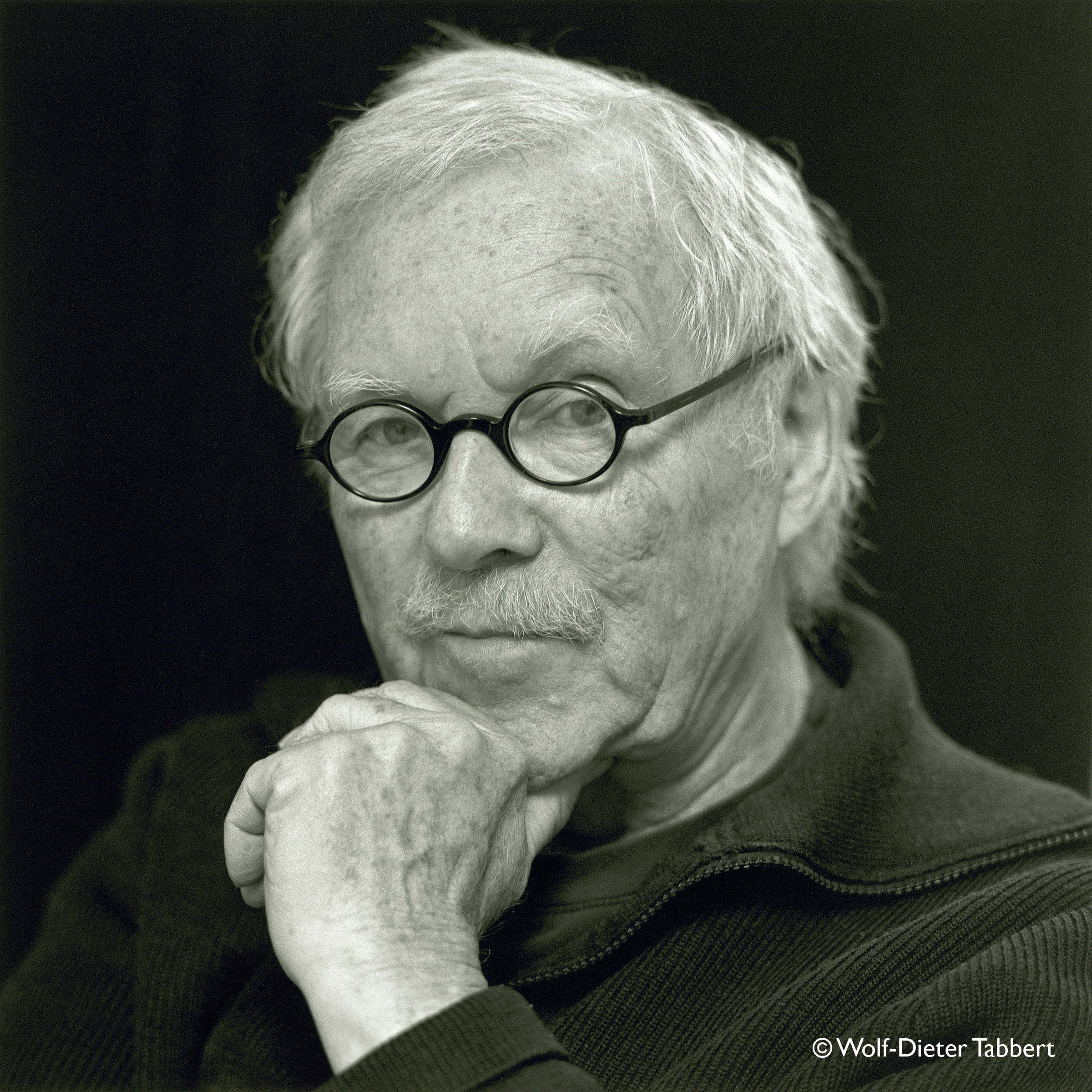
Kees de Kort (2015)

Cornelis Jacobus de Kort (* 2. Dezember 1934 in Nijkerk; † 19. August 2022 in Bergen) war ein niederländischer Maler, Designer und Illustrator. Berühmt wurde er vor allem durch seine Bilder zu biblischen Geschichten für Kinder.

## Leben
Kees de Kort studierte von 1956 bis 1962 an der Kunstakademie Amersfoort, an der Kunsthochschule Utrecht und an der Reichsakademie der Bildenden Künste in Amsterdam.
Bibelillustrationen schuf er zuerst für den Schulfunk. 1965 beauftragte ihn dann die Niederländische Bibelgesellschaft, eine Reihe von biblischen Geschichten für Menschen mit geistiger Behinderung zu gestalten. So entstand ab 1967 die Serie Was uns die Bibel erzählt – kleine Bilderbücher, die jeweils eine Geschichte enthalten. Der Text ist in einfacher Sprache geschrieben, er ist jeweils auf einzelne kurze Sätze beschränkt. Für seine Illustrationen entwickelte De Kort einen unverwechselbaren Stil mit lebhaften Figuren und kräftigen Farben, der Kinder und Erwachsene unmittelbar anspricht, ohne jemals ins Kitschige abzugleiten.
Diese Bücher machten ihn rasch bei einem großen Publikum bekannt, sie erschienen in 65 Ländern und wurden bald auch ins Deutsche übersetzt. De Kort illustrierte alle der bekanntesten Erzählungen der Bibel; sie wurden zu einer großen Kinderbibel zusammengefasst.
Zuletzt arbeitete De Kort an Bibelillustrationen für Erwachsene (Amos, Hoheslied, Ijob). Er schuf auch Buntglasfenster und Triptychen mit religiösen Themen.
De Kort lebte in Bergen, war verheiratet und Vater zweier Söhne, die ebenfalls künstlerisch tätig sind.
Kees de Kort starb im August 2022 im Alter von 87 Jahren.